# 탈레반 한국인 납치 사건
탈레반 한국인 납치 사건은 2007년 7월 19일 아프가니스탄 카불에서 칸다하르로 향하던 23명의 대한민국 국민이 탈레반 무장 세력에 납치되었던 사건이다.
탈레반은 피랍된 23명 중 2인인 심성민과 배형규 목사를 살해했으나, 대한민국 정부와 탈레반의 협상 결과 다른 한국인 국민 인질 21명은 8월 31일(KST)까지 단계적으로 모두 풀려나 피랍사태는 발생 42일 만에 종료되었으며, 9월 2일 생존한 피랍자 19명이 대한민국으로 돌아왔다.(몸이 아픈 2명은 8월에 이미 풀려남)
이 사건으로 피랍자들과 해외 위험지역에 선교를 하러 다니는 일부 기독교인들은 비판을 받았다.

## 배경
경기도 성남시 분당샘물교회의 배형규 목사를 포함한 샘물교회 청년회 신도 등 20명(남자 7명, 여자 13명)이 7월 23일 귀국 전까지 체류하며 단기선교와 봉사 활동을 할 목적으로 7월 13일 출국하여 7월 14일 아프가니스탄에 입국했다. 현지에서 안내와 통역을 위해 3명의 추가 인원이 합류하여 버스를 이용해 아프가니스탄 남부의 칸다하르에 있는 힐라 병원과 은혜샘 유치원으로 향하던 7월 19일 오후(현지 시각)에 카불에서 170여 킬로미터 거리에 있는 가즈니주 카라바그 지역에서 탈레반 무장 세력에 의해 납치되었다.

## 전개
날짜는 특기하지 않는 한 현지 시각(UTC+4:30) 기준이다.

### 주요 일지
아프간 피랍사건 주요 일지는 다음과 같다.
- 7월 19일: 분당샘물교회 자원봉사자 23명 탈레반에게 피랍
- 7월 25일: 탈레반, 팀 리더인 목사 배형규 살해
- 7월 30일: 탈레반, 남은 인질 22명 중 심성민 살해
- 8월 10일: 대한민국 정부 대표단과 탈레반 대표, 첫 대면협상
- 8월 13일: 탈레반, 여성 인질 납치 2명 석방
- 8월 17일: 석방된 여성 인질 김경자, 김지나 귀국
- 8월 28일: 378억원으로 한국과 탈레반 대면협상 타결, 인질 19명 전원 석방 합의
- 8월 29일: 탈레반, 한국인 국민 인질 12명 석방
- 8월 30일: 탈레반, 한국인 인질 7명 석방
- 9월 2일(KST): 인천공항을 통해 우리 국민 인질 19명 귀국

### 7월
- 7월 19일: 한국에서 출국한 20명과 아프가니스탄 현지에서 합류한 3명의 안내자들은 카불에서 칸다하르로 이동하던 중 탈레반 무장 세력에 납치되었다.
- 7월 20일: 탈레반은 아프가니스탄에 파병 중인 대한민국 국군(한국군)을 21일 정오까지 철수할 것과, 아프가니스탄 정부에 의해 수감 중인 탈레반 수감자 전원을 석방할 것을 요구하였다[6].
- 7월 21일 :
  - (KST) 대한민국 노무현 대통령은 아프가니스탄 피랍 사태 관련 대통령 메시지를 발표하였다.[7]
  - 탈레반은 아프가니스탄 정부에 의해 수감 중인 탈레반 23명의 석방과 한국군의 철수를 요구하며 최종 협상 시한을 22일 07시로 제시하였으며 협상 시한까지 탈레반 수감자들이 석방되지 않을 경우 한국인 인질들을 살해할 것이라고 밝혔다.[8] 언론에서는 협상 시한을 22일 19시(KST 22일 23시 30분)라고 보도하였다.[9]
  - 한국은 아프가니스탄에 파병 중인 동의·다산 부대를 2007년 말까지 철군한다는 기존의 계획을 재확인하며 이미 철군에 필요한 작업이 진행 중이라고 밝혔다.[10][11]
- 7월 22일 :
  - 대한민국 정부 대책반이 아프가니스탄 현지에 도착하였다.[12]
  - 탈레반은 이 날 19시이던 협상 시한을 23일 19시(KST 23일 23시 30분)까지로 24시간 연장한다고 밝혔다.[13][14]
- 7월 23일 :
  - 탈레반은 수감자들의 석방을 재차 요구하며 협상 시한을 다시 한 번 24시간 연장하여 24일 19시(KST 24일 23시 30분)로 제시하였다.[15]
  - 아프가니스탄 정부는 대한민국 정부에 ‘한국인 피랍자들이 개신교 선교와 관련이 있다는 한국 언론 보도를 막아 달라'라고 요청했다.[16]
- 7월 24일: 탈레반이 억류 중인 한국인 인질들과의 전화 통화를 원하면 10만 달러를 지불하라고 제안했다는 아프간 정부 측의 발언이 있었으나 대한민국 정부는 이를 부인하였다.[17]
- 7월 25일 :
  - 탈레반은 한국과 아프가니스탄 정부와의 우리 국민 인질 석방 협상이 결렬되었다며[18] 우리 국민 인질 살해 위협을 계속하였다.[19]
  - 오후 탈레반은 한국인 인질 가운데 남자 1명을 살해하였다고 밝히고[20] 대한민국 정부와 한국 대중, 그리고 국회에 아프가니스탄 정부에 탈레반 수감자들을 석방할 것을 촉구하도록 주문하면서 26일 01시(KST 26일 05시 30분)까지 정부측의 반응이 없을 경우 남은 인질들을 살해하겠다고 밝혔다.[21]
  - (KST 25일) 경찰청 사이버테러대응센터는 한국인 피랍자와 관련된 영문 게시물 가운데 탈레반을 자극할 우려가 있는 것들을 삭제해 달라고 국내외 인터넷 사이트 운영자들에게 요청했다.[22]
- 7월 26일 :
  - 한국은 살해된 인질이 배형규 목사임을 공식확인했으며[23], 아프간에 백종천 청와대 안보실장을 특사로 파견하겠다고 발표했다.[24]
  - 피랍된 한국인 여자 인질 중 한 명인 임현주가 7월 25일밤 미국 CBS 뉴스와 전화 인터뷰를 통해 끔직한 상황에 처해 있다며 대한민국 정부와 국제 사회에 대해 인질 석방을 위해 노력해 달라고 요청하여 처음으로 인질의 육성이 공개되었다[25].
  - 탈레반 측 가즈니 주지사라고 밝힌 물라 무하마드 사비르는 미국 CBS 뉴스와의 인터뷰에서 한국 여성 인질들은 건강이 나쁘지 않으며 남성 인질 중 한 명이 치료를 받았다고 주장했으며, 최종 협상 시한은 지났고 새로운 협상 시한은 아직 정하지 않았다고 밝혀 의견 차이를 보였다.[26]
  - 탈레반은 아프가니스탄 내무차관의 요청에 따라 협상 시한을 27일 정오(KST 27일 16시 30분)까지로 연장했다고 밝혔다.[27]
- 7월 27일 :
  - 오후 탈레반은 협상 시한은 지났지만 인질은 모두 안전하고 협상은 계속되고 있다고 말했다.[28]
  - 백종천 특사가 11시 30분(KST 15시 30분) 카불에 도착했다.[29]
  - 아프가니스탄 정부 관리들은 탈레반 측이 인질협상시한을 무기한 연장했다고 밝혔다. 다른 아프간 관리는 납치세력은 세 개의 그룹으로 나뉘어 있으며 서로 요구가 다르다고 말했다[30]
- 7월 29일 :
  - 교황 베네딕토 16세는 카스텔간돌포에서 집전한 주일 미사 강론 중에서 탈레반의 납치를 강도 높게 비난하였다. 그리고 탈레반에게 피랍자 전원을 즉각적으로 석방할 것을 촉구하며 이들의 무사 귀환을 기원했다.[31]
  - 탈레반은 AFP 통신과의 전화통화에서 교황이 아프간 민간인의 희생에는 침묵하고 있다며 비난했다.[32]
  - 탈레반은 AIP와의 전화통화에서 한국인 인질은 아프간 3개 주에 분산 배치 되어있으며, 궂은 날씨 때문에 인질들의 상태가 좋지 않다고 말했다.[33]
  - 피랍된 여성 인질 중 한 명인 이지영이 한국 언론 중앙일보와의 전화 인터뷰에서 수시로 이동하며 동굴 아닌 민가에 4명 (여자 3명, 남자 1명) 분산 수용되어 있다고 밝혀, 최초로 국내 언론과 인질의 접촉이 이루어졌다.[34]
  - 밤 이지영과 같이 피랍 된 남성 인질 심성민과 다른 여성 인질 김지나가 일본 방송 NHK의 전화취재에서 집 안에 한국인 4명이 함께 억류되어 있고 음식이 입맛에 맞지 않아 충분한 식사를 못하고 있다고 밝히며 조속한 석방을 촉구했다.[35]
  - 밤 탈레반은 NHK와의 전화취재에서 새 협상 시한 7월 30일 오후 4시 30분(KST)까지 제시하며 인질 맞교환 형식의 탈레반 요원의 석방을 요구했다.
- 7월 30일 :
  - 탈레반은 협상 시한을 지남에 따라 7월 30일 오후 8시 30분(한국시간 7월 31일 오전 1시), 두 번째로 한국인 남자 인질, 'Sung Sin'을 AK-47소총으로 살해했다고 AFP, 로이터 통신을 통해 밝혔다.[36] 한국 언론에서는 살해된 인질을 전날 NHK와 전화로 연락되었던 심성민으로 추정하였다.[37]
  - 탈레반은 이어 아프간 정부와 한국 외교 대표단, 대통령 특사가 인질들의 생명을 유지하는 데 별다른 노력을 하지 않았고 탈레반 수감자를 석방하지 않으면 남성인질부터 순차적으로 살해할 것이라고 위협했으며, 살해된 한국인 인질의 시신은 가즈니주 주도에서 5km 떨어진 아르조 지역에 유기했다고 말했다.[38]
- 7월 31일 :
  - 아프간 가즈니주 안다르 지구 아리조 칼레이 마을에서 총상을 입은 한국인 한 명의 시신을 발견했다고 현지 관리와 경찰의 말을 인용해 AP, AFP 통신이 보도했다.[39]
  - 외교부 브리핑에서 조희용 외교부 대변인은 피살된 인질이 심성민임을 확인했으며 탈레반의 더 이상의 만행을 중단하고 억류하고 있는 인질들을 석방할 것을 촉구했다.[40]
  - 탈레반은 로이터 통신에 수감자들을 8월 1일 오후 4시 30분 (KST)까지 석방하지 않으면 다른 인질들을 살해하기 시작할 것이라고 밝혔다.[41]

### 8월
- 8월 2일: 탈레반에게 두 번째로 살해당한 심성민의 유해가 한국으로 운구되었다[42].
- 8월 3일 :
  - 탈레반 측은 병세가 위중한 여성 인질 2명과 탈레반 수감자 2명을 우선 교환하자고 제안했다. 아프간 내무차관은 거부 의사를 밝혔다.[43]
  - 한국 언론은 대한민국 정부가 탈레반 세력과 직접 협상을 시작했다고 보도했다.[44]
- 8월 4일 :
  - 탈레반이 요구하고 있는 인질과 수감자 교환 거래는 불가하다는 아프간 정부협상단의 입장이 AFP 통신을 통해 재확인되었다[45].
  - 탈레반은 또다시 여성 인질로 추정되는 사람이 AFP통신과 전화 통화를 하게 하였다. 그 여성은 '인질들 건강이 좋지 않다. 죽이겠다고 협박한다.'라고 울먹이며 구명을 호소했다.[46] 피랍자 가족 대표 차성민은 가족들은 납치세력의 전략에 휘말리지 않기 위해, 그 여성의 신원확인 등 일체의 반응을 하지 않겠다고 밝혔다.[47]
- 8월 5일: 탈레반이 직접 협상에 대한 대한민국 정부의 노력이 불만족스럽다며 언제든 국민 인질 살해를 재개할 수 있다고 협박했다고 AIP 통신이 보도했다[48].
- 8월 6일: 탈레반은 미국에서 열리는 미국-아프간 정상 회담에 대해 언급하고, 인질의 목숨이 조지 W. 부시 미국 대통령과 하미드 카르자이 아프간 대통령에게 달려있다고 말하며 정상 회담을 압박했다[49]. 그러나, 부시와 카르자이는 정상회담 후 기자회견에서 한국인 국민 인질 사태에 대한 언급없이, 대테러 전쟁 지속, 아프간 지원 지속에 대해서만 말하였다[50].
- 8월 7일: 한국 대한민국 외교통상부의 아프가니스탄 여행 금지국 지정[51] 이 발효되었다[52].
- 8월 8일: 아프가니스탄에서 미국이 주도한 지르가인 '평화 지르가'가 개막되었으나 원론적인 내용만 언급되어 사태 교착 상태가 계속되었다[53].
- 8월 9일: 탈레반은 이미 명단을 제출한 8명의 죄수 석방만이 모든 협상의 선결조건임을 강조했다[54].
- 8월 10일: 아프가니스탄 가즈니 주에서 탈레반과 대한민국 정부의 대면협상이 시작되었다[55].
- 8월 11일: 탈레반과 대한민국 정부의 대면협상이 급진전되어 협상 타결 가능성이 높아졌고[56], 몸이 아픈 여성 인질 2명이 조건 없이 우선 석방되었다는 탈레반 측의 주장이 있었다[57].
- 8월 12일: 탈레반은 전날 보도된 여성 인질 2명 석방이 보류되었다고 밝혔다[58].
- 8월 13일: 한국인 국민 인질 21명 중 여성 인질 김경자, 김지나 2명이 석방되었다[59].
- 8월 17일: 나흘 전 풀려난 김경자, 김지나가 인천공항을 통해 귀국하여 국군수도병원에 입원했다[60].
- 8월 18일: 탈레반은 대면협상에 진전이 없다며 인질을 추가 살해할 수도 있다고 위협했다[61].
- 8월 25일: 사우디아라비아 정부의 중재가 성공하여 탈레반이 남은 인질 19명을 전원 석방하기로 했으며 8월 26일 공식 발표 예정이라는 보도가 AIP 통신을 통해 나왔으나, 대한민국 정부는 이를 부인했다[62]. 탈레반 대변인을 자처하는 아마디도 협상에 진전이 없다고 밝혔다[63].
- 8월 28일: 대한민국 대한민국 정부 대표반과 탈레반의 협상이 성공적으로 타결되어 아프간 파견 한국군의 연내 철수와 아프간에 개신교 선교단 파견을 중지한다는 등의 5개항에 합의한 뒤 남은 19명의 한국인 국민 인질에 대한 전원 석방 결정이 공표되었다[64].
- 8월 29일: 전날 합의에 따라 3차에 걸쳐 한국인 피랍자 가운데 12명이 풀려났다[65].
- 8월 30일: (KST 8월 31일 새벽) 남아있던 인질 7명도 두 그룹으로 나뉘어 모두 풀려났다[66].

### 9월
- 9월 2일: 한국시간 6시 35분 경 인천국제공항을 통하여 피랍되었던 19명이 귀국하였다[67].

## 검토됐던 군사작전 뒷이야기
특전사 대테러요원들이 아프간 현지에 급파돼서 인질구출작전 준비를 했었다는 게 훗날 밝혀졌다.
결국 협상타결로 인질들이 석방돼서 실작전 투입은 안됐지만, 구출계획 구상을 위한 억류지역의 지형정보 조사, 탈레반 무장세력의 이동 경로 및 은거지, 동향 등의 첩보수집과 무기분석 등의 임무를 수행했던게 인질이 무사히 풀려나는 데 일정 부분 기여한 공로로 인정받아 그 특전사 대원들 중 일부가 훈장 및 표창을 받았다.
그리고 아예 특전사 1~2개 여단을 투입해서 현지에 있는 미군, 아프간 정부군, 국제안보지원군의 협력을 받으며 가즈니 주의 탈레반을 소탕해버리려는 작전도 합참이 구상했었고, 청와대에서 열린 국가안전보장회의(NSC)에까지 이런 방안이 보고됐었다는 게 밝혀지기도 했다.

## 피랍자
피랍된 사람은 남자 7명, 여자 16명으로 모두 23명이다. 이들의 선교 활동은 한민족복지재단이 주선한 것으로 공표되었으나, 사건 종료 이후 한민족복지재단이 이를 번복했다.
이 가운데 단기 방문자 20명은 현 분당샘물교회 신도이다. 분당샘물교회 신도 출신인 장기 체류자 세 명은 피랍 기간 중 분당샘물교회 박은조 목사가 이사장인 의료 전문 봉사단체 ANF(영어: All Nations' Friendship) 소속으로 아프간에 파견 중인 것으로 알려졌으나, 피랍 사건 종료 후에는 분당샘물교회 파송 선교사인 것으로 보도되었다.

### 피랍자 명단
분당 샘물교회 아프간 출국자 - 남자
| 이름 (나이) | 직업                  | 비고                |
| ----------- | --------------------- | ------------------- |
| 배형규(42)  | 청년부 담당 목사      | 7월 25일 피살됨     |
| 고세훈(27)  | 대학생 (휴학)         | 8월 29일 2차 석방됨 |
| 서경석(27)  | 취업준비생            | 8월 30일 석방됨     |
| 송병우(33)  | 컨설팅 회사 근무      | 8월 30일 석방됨     |
| 심성민(29)  | 대학원 진학 준비생    | 7월 30일 피살됨     |
| 유경식(55)  | 신학대학원생          | 8월 29일 3차 석방됨 |
| 제창희(38)  | 정보 통신 업종 (퇴직) | 8월 30일 석방됨     |

분당 샘물교회 아프간 출국자 - 여자
| 이름 (나이) | 직업                   | 비고                |
| ----------- | ---------------------- | ------------------- |
| 김경자(37)  | 소프트웨어 회사 근무   | 8월 13일 석방됨     |
| 김윤영(35)  | 주부                   | 8월 30일 석방됨     |
| 김지나(32)  | 컴퓨터 애니메이션 강사 | 8월 13일 석방됨     |
| 서명화(29)  | 간호연구원 (휴직)      | 8월 29일 3차 석방됨 |
| 안혜진(31)  | 웹디자이너             | 8월 29일 1차 석방됨 |
| 유정화(39)  | 학원 영어강사          | 8월 29일 2차 석방됨 |
| 이선영(37)  | 건축디자인 회사 근무   | 8월 29일 2차 석방됨 |
| 이성은(24)  | 어린이집 교사          | 8월 30일 석방됨     |
| 이영경(22)  | 대학생                 | 8월 30일 석방됨     |
| 이정란(33)  | 간호사                 | 8월 29일 1차 석방됨 |
| 이주연(27)  | 간호사 (휴직)          | 8월 29일 3차 석방됨 |
| 차혜진(31)  | 피아노학원 원장        | 8월 29일 3차 석방됨 |
| 한지영(34)  | 학원 영어강사          | 8월 29일 1차 석방됨 |

현지 선교사
| 이름 (나이)   | 직업          | 비고                |
| ------------- | ------------- | ------------------- |
| 박혜영(34·여) | 前 학원강사   | 8월 30일 석방됨     |
| 이지영(36·여) | 前 북디자이너 | 8월 29일 2차 석방됨 |
| 임현주(32·여) | 前 간호사     | 8월 29일 2차 석방됨 |

### 피살자

#### 배형규
분당샘물교회 부목사이자 청년부 담임목사였던 배형규(裵亨圭, 1965년 7월 25일 ~ 2007년 7월 25일)는 2007년 7월 19일 한민족복지재단 아프간 단기선교 팀장으로 19명의 샘물교회 아프간 단기선교 팀원을 이끌고 아프간으로 선교활동을 떠났다가 아프간 가즈니 주에서 탈레반에 피랍되어 2007년 7월 25일 10발의 총격을 받고 43세에 사망했다. 배목사의 피살과 시신 수습 소식은 알 자지라 방송 등에서 보도하였으며, 2007년 7월 26일 대한민국 정부에 의해 사실로 확인되었다.

#### 심성민
심성민(沈聖珉, 1978년 ~ 2007년 7월 30일)은 경상남도 고성 출신으로 진주고등학교와 경상대학교를 졸업했다. 대학 졸업후 학군사관(ROTC)로 군복무를 마치고 정보통신 관련 기업에서 근무하다가 농촌 문제에 관심을 두고 대학원 진학을 준비하던 중, 2007년 여름 분당샘물교회의 아프가니스탄 단기선교 활동에 참가하여 7월 13일 출국했다.
아프간 내에서 이동하던 중 7월 19일에 가즈니 주에서 탈레반 무장세력에 의해 일행과 함께 납치되었다. 7월 29일 일본 NHK 방송과의 전화 인터뷰를 통해 건강에 별 이상 없이 피랍 여성 세명과 함께 민가에 갇혀 있다고 말했으나, 하루 뒤인 7월 30일 저녁 탈레반에 의해 피살되었다.
탈레반 측은 대변인을 자처하는 카리 유수프 아마디가 남성 인질 한 명에게 총격을 가해 살해했고 시신을 유기했다고 밝혔으며, 시신은 다음날인 7월 31일 아침 아프간 경찰이 발견했다. 대한민국 외교통상부는 이날 오후 선교단 리더였던 목사 배형규에 이어 탈레반에게 두 번째로 살해된 사람이 심성민임을 공식 확인했다.
유해는 8월 2일 국내로 운구되어, 8월 4일 영결식이 치러졌다.

### 계획된 일정
7월 23일 한민족복지재단이 발표한 '샘물청년의료봉사팀'의 일정은 다음과 같다.
- 7월 13일 오후 1시5분: 인천에서 CA124편 출국, 오후 2시5분 베이징 도착
- 7월 13일 오후 5시30분: 베이징에서 CA941편 출국, 오후 10시 두바이 도착
- 7월 14일 오전 6시30분: 두바이에서 아리아나항공 출발, 오전 9시40분 카불 도착
- 7월 14일 낮 12시: 카불 출발, 오후 10시 마자리샤리프 도착
- 7월 15일 ~ 7월 18일: 마자리샤리프에서 알리어벗 학교 의료봉사 및 어린이 봉사활동
- 7월 18일 오후 10시: 마자리샤리프 출발
- 7월 19일 오전 8시: 카불 도착, 오전 9시 칸다하르로 향하던 도중 피랍
- 7월 20일 ~ 7월 21일: 칸다하르에서 힐라병원 의료봉사, 은혜샘유치원 봉사활동 (예정)
- 7월 22일 오전 5시: 칸다하르에서 카불로 출발 (예정)
- 7월 22일 오후 4시30분 ∼ 6시30분: 카불에서 두바이로 이동 (예정)
- 7월 22일 오후 11시20분 ∼ 23일 오전 10시50분: 두바이에서 CA924편으로 베이징으로 이동 (예정)
- 7월 23일 오후 1시50분 ~ 오후 4시50분: 베이징에서 CA125편 탑승, 인천공항 도착 (예정)

### 언론과의 접촉
갇혀 있는 피랍자
1. 7월 26일: 임현주가 다리어와 한국어로 건강 악화를 호소하고 도움을 요청한 육성이 미국 CBS를 통해 공개되었다[104].
2. 7월 28일: 유정화가 다리어와 영어로 건강이 좋지 않다며 어려움을 호소한 육성이 로이터 통신을 통해 공개되었다[105].
3. 7월 30일: 중앙일보가 7월 29일 이지영과 한국어로 전화 통화를 한 뒤, 다른 인질 세 명과 함께 민가로 보이는 곳에 갇혀 있다는 내용의 육성 통화를 공개했다[93].
4. 7월 30일: 일본의 NHK는 심성민, 김지나와 전날인 7월 29일 전화로 통화하고 그 내용을 공개했다[100].
5. 7월 30일: 알자지라 방송에 피랍자들의 모습이 찍힌 약 1분 가량의 동영상이 공개되었고, 동영상에 등장한 인물 가운데 여성 7명의 신원이 확인되었다[106].
6. 8월 4일: 프랑스 통신사(AFP)가 신원이 밝혀지지 않은 여성 인질과 영어, 다리어로 통화했으며, 이 여성이 건강 악화와 살해 협박에 시달리고 있다고 말했다고 보도했다[107].
7. 8월 5일: 연합뉴스가 현지 소식통이 8월 4일과 5일 두 명의 여성 인질과 각각 영어, 다리어로 짧게 통화한 내용을 입수해 보도했다[108].
8. 8월 6일: 임현주가 영어로 구해달라고 호소하는 육성이 미국의 소리 방송을 통해 또다시 공개되었다[109].
9. 8월 7일: 조선일보가 8월 4일 임현주, 유정화와 통화한 내용을 공개했다[110].

풀려난 피랍자
1. 8월 23일: 풀려나 입원해있는 피랍자 김경자, 김지나의 동영상 인터뷰가 알자지라 방송을 통해 공개되었다[111]. 알자지라는 피랍자 인터뷰를 근거로 피랍 당시 함께 있던 이지영이 자신에게 주어진 석방 기회를 양보한 것으로 보도했다[112].
2. 8월 31일: 석방 인질 대표인 유경식, 서명화가 카불에서 국내 언론과 기자회견을 갖고 억류 과정과 그 동안의 생활에 대해 설명했다[113]. 이때 서명화가 피랍 기간 중 입었던 바지에 쓴 일지 형식의 메모도 공개되었다[114].
3. 9월 4일: 먼저 풀려난 김경자, 김지나가 피랍자들이 입원해 있는 샘안양병원에서 기자회견을 갖고 피랍 상황과 억류 생활, 출국 전에 교회에 제출한 유서 형식의 문서에 대해 설명했다[115].

## 반응

### 피랍자 가족
- 7월 21일 피랍자 가족들은 샘물교회에서 기자회견을 통해 한국군의 즉각 철군을 요구했다. 또한 대한민국 정부가 사태에 안이하게 대처하고 있다고 비판했다.[116]
- 7월 23일 피랍자 가족들은 한민족복지재단 사무실에서 기자회견을 통해 대국민호소문을 발표하고 피랍된 23명은 순수 봉사활동을 위해 먼 길을 떠난 사람들이며, 이들이 하루 빨리 돌아 올 수 있도록 응원해 달라고 요청하였다.[117]
- 7월 28일 고 배형규 가족은 장례식을 취소하고 시신운구를 미루기로 했다. 정부는 유족의 뜻을 존중하기로 했다.[118][119]
- 7월 30일 고 배형규 가족은 정부와의 협의를 거쳐 한국으로 시신을 곧 운구하기로 했다.[120] 7월 30일 오후 4시 45분(KST) 배형규의 시신이 인천국제공항에 도착했다. 가족들은 피랍인질이 모두 돌아올때까지 장례와 추모행위를 하지 않기로 하였다.[121]
- 8월 3일 피랍자 가족들은 대한민국 정부의 협상력에 대한 불신감을 드러냈다. 또 국제사회에 인질 석방을 호소하기 위해 파키스탄을 방문하겠다고 밝혔다.[122]
- 8월 4일 피랍자 가족들은 '아프카니스탄에 억류된 한국의료봉사단 가족 일동' 명의로 아프간 국민들에게 보내는 '아프가니스탄 대국민 호소문'을 발표했다[123][124].
- 8월 6일 피랍자 가족들은 인질 석방을 호소하는 내용의 동영상을 제작하여 유튜브 등 국내외 동영상 공유 사이트에 공개했다[125].

### 분당샘물교회
- 7월 23일 분당샘물교회의 박은조 담임 목사는 "아프간 봉사활동을 중단하겠다"라고 밝혔다.[126]
- 8월 1일 분당샘물교회의 박은조 담임 목사가 두 번째 사과 성명을 발표했다[127].
- 8월 12일 박은조 목사가 인질사태는 하나님의 계시이며 앞으로 3천여 명의 배형규 목사가 나와야 할 것이라고 설교한 것이 개신교계 인터넷 매체인 《에클레시안》을 통해 기사화되면서 논란을 빚었다[128][129].
- 8월 30일 분당샘물교회 관계자는 8월 24일을 기준으로 아프가니스탄에서 파견했던 선교 봉사단을 모두 철수시켰으며, 향후 아프간 등 위험 지역에서의 선교 봉사 활동을 잠정 중단할 계획이라고 밝혔다[130].
- 9월 6일 분당샘물교회 대변인 역할을 맡고 있는 권혁수 장로는 언론이 박은조 목사의 발언 등 샘물교회의 반응을 왜곡 전달하고 있으며, 개신교의 역사를 이해하지 못하는 사람들이 이 사건에 대해 잘못된 비난을 하고 있다고 말했다[131].
- 9월 8일 배형규 목사의 장례식이 분당샘물교회장으로 치러졌다. 장례식은 '순교자 천국환송예배'로 진행되어 교회 측은 처음으로 '순교자'라는 표현을 공식적으로 썼다[132].

### 기타
- 일본 정부는 7월 25일 발표한 '위험정보'를 통해 한국인 납치 사건이 발생한 아프간 전역을 대상으로 자국민에 대한 대피 권고를 내렸다.[133]
- 7월 26일 탈레반측은 임현주의 녹취 테이프를 KBS에서 보도하는 조건으로 2만 달러를 요구했으나 KBS는 이를 거부했다.[134]
- 7월 26일 최한우(아시아협력기구 사무총장)은 라디오방송의 전화인터뷰를 통해 앞으로도 아프간 봉사활동을 계속하겠다고 밝혔다.[135]
- 대한민국 정부의 경고와 만류를 무시하고 아프가니스탄에 들어간 이들의 행동을 비판하는 사람들과,[136] 탈레반 측을 옹호하거나 인질들의 신변과 관련해 우려되는 내용을 그들에게 직접 전자우편을 보내는 사람도 있었다.[137] 한편, 인질 납치와 살해와 관련하여 탈레반을 비판하는 사람들도 있었다.[138]
- 8월 2일 미국 국무부는 인질 석방을 위해 군사력을 사용할 수도 있다고 밝혔다.[139]
- 8월 3일 아프간의 의사인 라지아 샤리피, 하비불라 카다리, 조호라 박사는 한국인 국민 인질 치료를 시도하기 위해 카불을 떠났다.[140]
- 8월 5일 아프간 의사들이 1,200달러 상당의 항생제, 진통제, 비타민제, 심장약 등을 의약품을 한국인 인질들에게 전했다. 그들은 반군의 지시대로 의약품을 가즈니 주 카라바그 지역의 사막에 놓아두었다. 위험한 일이었지만 인도주의적인 일이었기에 했다고 말하였다.[141]

### 선교 활동 비판

#### 비판
- 7월 25일 류상태 前 목사는 이번 사태와 관련하여, 한국 교회는 교리적이고 공격적인 선교정책에서 벗어나야 한다고 언급하였다.[142]
- 한양대 문화인류학과 이희수 교수 등은 대한민국 개신교인들이 이슬람 국가에 가서 선교하는 행위에 대해 우려를 표했다.[143]
- 7월 26일 한승주 고려대 총장이 대한민국 정부가 미리 국민들의 분쟁지역에서의 선교, 봉사활동을 금지하여야 했으나, 납치 된 뒤에야 여행금지 조치를 취했다며 비판하였다.[144]
- 7월 27일 타임지는 "한국의 선교, 포화 속에"라는 기사를 통해 이번 사건과 한국 교회와 목사의 과열 선교 경쟁을 보도했다.[145][146]
- 8월 1일 캐나다 토론토 썬의 워딩튼은 비평을 통해 한국 국민 인질들이 문제를 자초했다고 비판했다. 위험을 무시한 많은 구조 활동이 결국은 나토군의 임무로 떨어졌고, 이번 한국인 납치가 오히려 캐나다와 나토군의 아프간 주둔의 필요성을 증명한다고 주장했다.[147]
- 8월 31일 미국의 크리스천 사이언스 모니터가 크리스천 센추리의 데이비드 하임 편집장의 말을 인용해, 미국 교회가 19세기에 써서 비판 받은 낡은 선교 방식을 한국 교회가 답습하고 있다고 보도했다[148][149].
- 8월 31일 그동안 피랍자들의 아프간 방문을 주선한 것으로 알려졌던 한민족복지재단의 김형석 회장이, 이같은 보도가 사실이 아니라고 밝히고 현지에 대한 이해가 없는 선교 활동을 비판했다[150].
- 9월 9일 시민단체 샘물교회 자성촉구 국민운동 (현 한국 종교개혁 시민연대) 이 샘물교회 앞에서 박은조 목사의 대국민 사죄요구, 개신교의 기존선교방식 고수방침에 대한 항의 및 샘물교회의 대국가, 대국민 손해배상, 개신교의 자숙과 반성 등을 요구하는 집회를 11시부터 1시 30분까지 진행하였다. 이 집회는 2008년 5월 25일까지 10회에 걸쳐 진행되었다.

단기선교 활동 여부
- 2006년에도 아프가니스탄에서 유사한 선교 활동이 있었다는 점,[151] 2007년 샘물 여름단기 아프간 선교 지원서에 '단기 선교'라고 적혀 있다는 점,[2] 피랍 선교팀 구명을 위한 기도회에서와 같이 개신교인조차도 '선교팀'이라는 명칭을 사용하고 있다는 점[152] 등을 들어 이는 명백히 단기선교 활동임에도, 피랍자 가족 및 정부와 언론이 피랍된 한국인들의 아프가니스탄 방문 목적에 대해 순수한 '봉사활동'이라는 명칭을 사용하고 있다는 것을 비판이 있었다.[2]
- 8월 11일, 디시인사이드 종교 갤러리에서 활동하는 네티즌들을 중심으로 만들어진 다음 카페 '네티즌의 목소리'는 대한민국의 언론들이 피랍자들의 선교 목적을 부인하는 등 이번 사건을 왜곡 보도하는 것에 대한 항의 집회를 가졌다[153].
- 8월 31일, 분당샘물교회 박은조 목사가 피랍된 사람들이 의료봉사단으로 파견된 것이라는 그간의 주장을 바꾸어, 선교단이 맞으나 봉사가 곧 선교이며 선교 안에 봉사가 포함된다고 밝혔다[154][155]. 이 발언을 포함한 박은조 목사의 설교 내용이 물의를 빚자, 샘물교회 측은 발언 내용이 와전된 것이라고 해명했다[156].

일부 피랍자와 가족들의 행동
- 출국 직전, 아프가니스탄 여행에 관한 경고문 앞에서 포즈를 취하며 사진을 찍거나 칸다하르의 모스크 내에서 찬송가를 부르는 등의 일부 피랍자들의 행동에 대해 비판하는 사람들이 있었다[157][158].
- 피랍자들이 귀국할 때 면세점에 들러 호화 쇼핑을 했다는 추측을 담은 게시물이 확산되면서 많은 비판이 쏟아졌다. 피랍자 가족 측은 이는 거짓 정보이며, 네티즌들의 차가운 시선에 또 한번 상처를 받았다고 밝혔다[159]. 카불 주재 한국 대사관에 따르면 이는 사실이 아닌 것으로 밝혀졌다[160].
- 피랍자 중 한 사람의 어머니가 8월 중순 선교단체에서 한 간증 동영상과 딸에게 보내는 편지가 공개되어 뒤늦게 인터넷에 퍼지면서 논란이 일었다[161]. 당사자는 개신교인을 염두에 둔 간증과 편지였다는 점을 밝히고, 일반인에게 공개된 데 대해 당혹해 했다[162].
- 네티즌들은 상황 변화에 따른 피랍자들과 그들의 가족, 교회의 태도 변화를 두고 "피랍자스럽다"라는 신조어를 만들어 그들의 행위를 비판했다.
- 납치 당시 필기구를 포함한 모든 소지품을 빼앗겼다고 했음에도 불구하고 피랍 기간 동안에 바지 안에다 썼다는 피랍 일지가 공개되어 석방 이후에 조작한 게 아니냐는 의혹이 제기되었다.

악의적 비판과 사법 처리
- 8월 10일 피랍자 중 한 사람이 개인 홈페이지에 올려 놓은 2005년 아프간 봉사 활동 당시의 사진을 편집한 뒤 영어로 번역하여 국내외 언론 등에 배포한 3인이 불구속 기소되었다[163].

환영 행사와 비판
- 8월 29일 피랍자 중 한 명인 임현주의 모교 대구과학대가 대규모 환영행사를 준비 중이라고 밝혔다[164]. 이 행사에 대해서 무리한 선교 활동과 관련지어 비판적인 의견도 있었다[165].
- 9월 2일 피랍되었던 19인이 인천공항을 통해 귀국할때도, 고개를 숙이고 있는 이들에게 잘못한 것이 없으니 당당하라고 주문하며 환영하는 사람들과 항의의 표시로 계란을 던졌다가 연행된 세칭 '계란열사'로 인해 뚜렷이 대비되는 두 가지 반응이 드러났다[166][167].

#### 비판 반박
- 8월 6일 아시아협력기구 사무총장 최한우는 지난해 아프간 평화축제를 강행한 것과 관련된 비판에 대해 언론의 전문성이 떨어진다며 적극적으로 반박하고, 공격적인 선교 방식의 변화 요구에는 부정적으로 답변했다[168].
- 8월 30일 보수적인 개신교 단체인 한국세계선교협의회는 실무회의를 열고, 공격적인 선교에 대한 비판은 잘못되었다고 밝혔으며 정부가 탈레반과의 협상을 위해 아프간 선교 중단을 약속한 데 대해 유감을 표명했다[169].

## 사건 관련 종교 서적 출판
- 10월 20일 故 배형규 목사의 삶과 죽음을 다룬 《아프간의 밀알:순교자 배형규 목사의 삶과 죽음》이 출간됨.[170][171]
- 10월 24일 해당 서적 출판에 대한 네티즌과 교회 관계자, 피랍자 가족 등의 항의가 빗발치자 출판사 측에서 판매 중지 및 전량 회수 조치를 결정함.[172]
- 11월 7일 공동집필자 중 1인인 김성웅 목사는 해당 서적을 재출간할 것임을 밝힘. 단, 저작권 관련 부분 및 교회 관계자들이 반발하는 부분, 목사의 서신 등은 삭제 후 출간할 것이라 함.[173]

## 사건 이후
2010년 7월 27일 탈레반에 의해 납치 살해된 희생자 유족이 "정부의 재외국민에 보호의무위반에 대해 책임을 묻겠다"며 국가를 상대로 3억5000만원의 손해배상 청구 소송을 냈다. 하지만 정부가 위험 지역으로 분류하였음에도 샘물교회 사람들이 무리하게 출국했다는 사실 등을 거론하며 '적반하장'이라는 비판이 제기됐다. 그리고 2011년 4월 26일 법원은 "국가가 배상할 필요 없다"라고 판결했다.

## 같이 보기
- 탈레반
- 테러리즘
- 국제 적십자·적신월 운동(적신월사)
- 분당샘물교회
- 한민족복지재단
- 아시아협력기구
- 2007년 마부노호 소말리아 피랍 사건
- 아덴만 여명 작전
- 2014년 타바 버스 폭탄 테러